# Лезвие (фильм)
«Ле́звие» (оригинальное же название, кит. «刀», означает клинковое оружие дао) — фильм о боевых искусствах, снятый в Гонконге в 1995 году режиссёром Цуй Харком.
Этот фильм известен своим необычным стилем, который включает драматические крупные планы, мельтешение камеры во время боёв и мрачные цвета картинки. «Лезвие» — римейк фильма 1967 года «Человек меча». Фильм занимает одно из мест в рейтинге лучших фильмов с 1992 года по мнению Квентина Тарантино.

## Сюжет
Дин Он (Винсент Чжао) — лишившийся родителей рабочий на фабрике по производству мечей «Литейный завод Sharp». Вместе с ним работают и многие другие, включая Железную Голову (Мозес Чхань). Старый мастер, друг покойного отца Она, управляет фабрикой, а его дочь «влюблена» одновременно и в Она, и в Железную голову. Однажды, доставляя мечи, Он и Железная голова замечают монаха, отражающего нападение группы головорезов, которые затем заманивают его в засаду и убивают. Железная голова, разъярённый, вопит название фабрики, клянётся отомстить, а бандиты лишь насмехаются над ним. В тот же день Он узнаёт, что его отец умер, спасая своего господина от Фэй Луна (Сюн Синьсинь), печально известного татуированного убийцы, который по слухам, умеет летать. Движимый желанием отомстить, Он берёт сломанный меч своего отца и уходит. Лин идёт вслед за ним, но на неё нападает местная банда головорезов. Он спасает её, но теряет правую руку, а заканчивается всё тем, что Он падает со скалы.
Позже его находит и лечит бедная девушка, которую он называет Блэкки. Считая себя теперь бесполезным, он оставляет свои надежды на месть, закапывает меч своего отца и пытается жить обычной жизнью. Тем временем, Лин и Железная голова ищут Она. Лин рассказывает, что она разочаровалась в людях и в своих идеалах. Это разочарование становится особенно горьким после того, как Железная голова «спасает» проститутку, а затем обманывает её.
Тем временем, Он работает в ресторане и терпит постоянные насмешки (его называют «калекой»), что его очень расстраивает. Он также отыскивает сильно татуированного человека, в котором признаёт убийцу своего отца, но не способен ничего предпринять, из-за чего расстраивается ещё больше. Плюс ко всем его проблемам, на дом, в котором он живёт, нападают бандиты и сжигают его. Позже, пытаясь найти еду в руинах сгоревшего дома, Блэкки обнаруживает руководство по кунг-фу, которое спрятали её родители. Он очень взволнован, пытается изучить приёмы, описанные в этой книге, а также выкапывает сломанный меч своего отца. Из-за ранений и неполноты книги, его усилия оказываются сначала бесполезными, но взбешённый этим, Он внезапно начинает прогрессировать, развивая сокрушительную технику вращения, позволяющую ему компенсировать ранения и сломанное оружие.

## Съемочная группа
- Цуй Харк — режиссёр / исполнительный продюсер / сценарист / монтажёр
- Рэймонд Чоу — продюсер
- Коан Хуи — сценарист / первый ассистент режиссёра
- Со Маньсин — сценарист
- Рэймонд Вон — автор музыки
- У Ваилап — автор музыки
- Ю Саилунь — монтажёр
- Уильям Чхан — художник-постановщик / художник по костюмам
- Билл Луи — художник-постановщик
- Яу Ваимин — художник-постановщик
- Лён Ликчхи — звук
- Кхён Кхуокмань — оператор
- Гэм Син — оператор

## В ролях
| Актёр        | Роль               |
| ------------ | ------------------ |
| Сюн Синьсинь | Фэй Лун            |
| Мозес Чхань  | Железная голова    |
| Винсент Чжао | Дин Он             |
| Валери Чхоу  | проститутка        |
| Коллин Чхоу  | настоящий отец Она |
| Сонни Сон    | Лин                |
| Нэй Сует     | Лин в старости     |
| Остин Вай    | мастер мануфактуры |

## Реакция на фильм

### Критика
«Лезвие» Цуй Харка является великолепным примером превращения обычной истории во что-то стоящее и необыкновенное.
Оригинальный текст (англ.)"The Blade" (1995), by cult director Tsui Hark, is a dazzling example of elevating a conventional story into something rich and strange.— "The Blade' continues to carve out Tsui Hark's reputation as great stylist
- Дерек Илли из «Variety» определяет жанр фильма как «Танец с саблями»[1].

Все эмоции — ненависть, жажда, юная романтическая фантазия, скрытый гомосексуализм — доведены до крайностей, создавая комическую книжную атмосферу, где можно найти немного следов дешёвых сантиментов (за исключением нелепого традиционного финала).
Оригинальный текст (англ.)All emotions - hate, lust, adolescent romantic fantasy, latent homoeroticism - are pushed to extremes, creating a comic-bookish ambience in which few traces of cheap sentiment (except for the incongruously trad ending).— Обзор фильма на Austin Chronicle
- Издание «Time Out» гласит: «Картина столь же изобилует непрерывными ляпами и другими признаками поспешности, сколь и большинство современных фильмов Цуй Харка»[2].

Харк завершает фильм на неожиданной, гуманной ноте о жизни и любви — его кинематографический гений становится почти осязаем.
Оригинальный текст (англ.)Hark closes the film on an unexpected, humanist note about life and love - his cinematic genius almost tangible. .— Review of John Snadden

### Номинации на награды
- 15-я Гонконгская кинопремия

— Лучший постановщик боёв (Юань Пун, Ман Хой, Тхун Вей)
— Лучшие костюмы и грим (Уильям Чхан)